# Crematogaster kirbii
Crematogaster kirbii är en myrart som först beskrevs av William Henry Sykes 1835.  Crematogaster kirbii ingår i släktet Crematogaster och familjen myror. Inga underarter finns listade i Catalogue of Life.